# Las criaturas de cera vivientes
Las criaturas de cera vivientes es una historieta de 1982 del autor de cómics español Ramón María Casanyes, la primera de gran extensión que realizó de la serie Mortadelo y Filemón. 

## Trayectoria editorial
Se publicó de forma seriada en la revista Mortadelo nºs 588 a 595 La historieta se incluye en el n.º 244 de la Colección Olé antigua ("Nacieron para detectives") No obstante, al ser una historieta apócrifa, ya no se publica debido al acuerdo firmado por Ibáñez y el Grupo Zeta cuando dicha editorial se hizo con los derechos de Bruguera. No obstante, Ediciones B había publicado esta historieta en el número 245 M-38 de su edición de la Colección Olé

## Sinopsis
El profesor Estafilocóquez, un científico que trabajaba para la T.I.A. y se volvió loco, se ha fugado del sanatorio y ha robado en la sala de los horrores del museo de cera. El profesor ha inventado una fórmula que hace cobrar vida a las figuras de cera. Estas criaturas las usará para vengarse del Súper. Mortadelo y Filemón deberán impedirlo.

## Comentarios
A partir de la aventura En Alemania, Ibáñez serializó sus historietas en la revista Súper Mortadelo, por lo que las últimas historias de la revista de la Mortadelo se rellenaron material apócrifo. Ibáñez realizó una portada de esta historieta para la edición alemana del álbum. El álbum está bien valorado por los fanes de la pareja de detectives.